# Megachile privigna
Megachile privigna är en biart som beskrevs av Rebmann 1968. Megachile privigna ingår i släktet tapetserarbin, och familjen buksamlarbin. Inga underarter finns listade i Catalogue of Life.